# Unonopsis stevensii
Unonopsis stevensii är en kirimojaväxtart som beskrevs av George Edward Schatz. Unonopsis stevensii ingår i släktet Unonopsis och familjen kirimojaväxter. Inga underarter finns listade i Catalogue of Life.